# Obergebra
Obergebra ist eine Ortschaft der am 1. Januar 2019 gegründeten Landgemeinde Bleicherode im Landkreis Nordhausen in Thüringen.

## Geographie
Der Ort liegt zwischen den Bleicheröder Bergen und der Hainleite im Wippertal.
In der Gemarkung Obergebra befindet sich die höchste Erhebung der Hainleite, der Katzenstein (umgangssprachlich auch Kattstein) mit einer Höhe von 476,8 m ü.NN.

## Geschichte
Obergebra wurde erstmals 1162 urkundlich erwähnt. Die älteste Kirche stammt aus dem 13. Jahrhundert. Die heutige Kirche wurde 1517 gebaut, ihr Turm ist jedoch älter.
Von 1912 bis 1933 wurde in zwei Schächten Kalisalz gefördert. Von 1933 bis 1945 dienten diese als Heeresmunitionsanstalt. Nach dem Zweiten Weltkrieg waren sie Ausbildungsstätte des Kaliwerks Sollstedt. Nach der Wende wurde ein Gewerbegebiet angesiedelt.
Während des Zweiten Weltkrieges mussten mindestens 200 Kriegsgefangene sowie Frauen und Männer aus Polen, der Sowjetunion, den Niederlanden, Frankreich und Italien Zwangsarbeit leisten: in der Heeresmunitionsanstalt Obergebra, im Sägewerk Singoll und in der stillgelegten Weberei Otto Engler mit der dort installierten Abteilung der Fieseler Flugzeugwerke.
Bei einem Wirtshausbesuch am Vorabend des Ersten Mai 1952 verstarb ein örtlicher SED-Funktionär, wahrscheinlich durch einen Herzinfarkt. Zwei Mitglieder der CDU wurden als angebliche Täter im Mai 1952 zum Tode verurteilt und am 6. September hingerichtet. Noch 1990 wurde auf dem Friedhof ein Gedenkstein mit der Inschrift „Unschuldig hingerichtet“ eingeweiht. 1991 erfolgte die Aufhebung des Urteils und die Rehabilitierung der Opfer. Die Urnen der Hingerichteten wurden aus einem Massengrab in Dresden auf den Friedhof von Obergebra überführt und feierlich beigesetzt. Ein Heldendenkmal für den verstorbenen Funktionär wurde nach der Wende entfernt.
Vom 1. Juli 1950 bis zum 5. Mai 1984 bildeten Obergebra und Niedergebra zusammen die Gemeinde Gebra/Hainleite. Am 1. Dezember 2007 vollzog Obergebra den freiwilligen Zusammenschluss mit der Stadt Bleicherode.
Am 1. Oktober 2008 wurde in Obergebra ein neues Dorfgemeinschaftshaus mit Festsaal eingeweiht, gleichzeitig wurden die Sanierungs- und Umbauarbeiten am Gebäude „Alte Schmiede“ abgeschlossen. Hier sind fortan die Vereine des Ortes und das Büro des Ortsteilbürgermeisters untergebracht.
Im Jahr 2012 feierte der Ort Obergebra im Rahmen einer Festwoche vom 2.–9. September sein 850-jähriges Bestehen. Zum 1. Januar 2019 wurde Obergebra als eigenständige Ortschaft Teil der Landgemeinde Stadt Bleicherode und ist seither nicht mehr Ortsteil von Bleicherode.

## Ortsbürgermeister
Bei der Kommunalwahl 2024 wurde Annemarie Lübbecke-Kronberg von der CDU mit 91 Prozent der Stimmen zur Ortsbürgermeisterin gewählt.

## Vereine
- Zupforchester Obergebra, gegründet 1921.
- Schützencompagnie Obergebra, gegründet 1991, Nachfolger der Schützencompagnie 1908 e. V.
- Frauenchor
- Kirmesgesellschaft Obergebra e. V.
- Frauensportverein Obergebra
- Freiwillige Feuerwehr Obergebra
- „Grotte“ e. V.
- Amateurfunkclub „OV-Gebra“ X08 (DARC)

## Persönlichkeiten
- August Wilhelm Hermann von Zenge (1736–1817), königlich-preußischer Generalmajor, Chef des Infanterie-Regiments Nr. 24 und Träger des Pour le Merite
- Egon Primas, Politiker (CDU)